# گری وینیک
گری وینیک (انگلیسی: Gary Winick; ۳۱ مارس ۱۹۶۱ – ۲۷ فوریهٔ ۲۰۱۱) یک تدوینگر، کارگردان و تهیه‌کننده اهل ایالات متحده آمریکا بود. وی بین سال‌های ۱۹۸۶ تا ۲۰۱۰ میلادی فعالیت می‌کرد.
وی کارگردان و تهیه‌کننده فیلم‌هایی همچون خارج از باران (۱۹۹۱)،بچه قورباغه (فیلم) (۲۰۰۲)، تار شارلوت (فیلم ۲۰۰۶) (۲۰۰۶)، نامه‌هایی به ژولیت (۲۰۱۰)، حرف‌های صدمن‌یه‌غاز، تکه‌های آوریل (۲۰۰۳)، نوامبر (فیلم) (۲۰۰۴) و رفتن از ۱۳ به ۳۰ (۲۰۰۴) بوده است.